# Samuel Montagu
Samuel Montagu, 1º Barão Swaythling (21 de dezembro de 1832 - 12 de janeiro de 1911), foi um banqueiro britânico que fundou o banco de Samuel Montagu & Co. Ele era um filantropo e político liberal que se sentou na Câmara dos Comuns de 1885 a 1900, e mais tarde foi elevado ao título de nobreza. Montagu era um judeu ortodoxo piedoso e se dedicou aos serviços sociais e ao avanço das instituições judaicas.